# 音羽城
音羽城（おとわじょう）は、滋賀県蒲生郡日野町にあった日本の城。
この山岳城は、日野川を前に、宝殿山（猪鼻ヶ岳）を背後にした要害の地にあり、名城として知られていた。

## 概要
音羽城は、応仁・文明年間に蒲生貞秀によって現在の音羽山公園に建造されたと考えられる。ここでは、確かなものだけでも2度の籠城戦が行われている。特に2度目の籠城戦は、大永2年（1522年）7月から翌年3月にかけて蒲生秀紀（貞秀孫）と近江守護六角定頼との間で行われた。結果、蒲生氏は敗れ、音羽城は六角氏により波状（破却）を受けたのだった。
更に、明治時代以降、溜池の堰堤用土砂搾取や公園化など、全面に及ぶ掘削により改変され、中心的なでんぽん丸・二ノ丸・南丸一体の旧状は不明である。

## 所在地
滋賀県蒲生郡日野町音羽

## アクセス
公共交通機関
- 西日本旅客鉄道（JR西日本）東海道本線（琵琶湖線） 近江八幡駅下車、バス60分「上音羽」下車
- 近江鉄道本線 日野駅下車、バス20分「上音羽」下車

自動車
- 名神高速道路「八日市IC」より国道421号、国道307号、国道477号で約25分
- 新名神高速道路「土山IC」より国道1号で約25分

駐車場
- 音羽山公園駐車場（70台）